# カラーテ・ブリアンツァ
カラーテ・ブリアンツァ（伊: Carate Brianza）は、イタリア共和国ロンバルディア州モンツァ・エ・ブリアンツァ県にある、人口約18,000人の基礎自治体（コムーネ）。

## 地理

### 位置・広がり
モンツァ・エ・ブリアンツァ県北部に位置するコムーネで、県都モンツァから北北西へ約11km、コモから南東へ約19km、州都ミラノから北北東へ約24kmの距離にある。

#### 隣接コムーネ
隣接するコムーネは以下の通り。
- アルビアーテ
- ベザーナ・イン・ブリアンツァ
- ブリオスコ
- ジュッサーノ
- セレーニョ
- トリウッジョ
- ヴェラーノ・ブリアンツァ

### 気候分類・地震分類

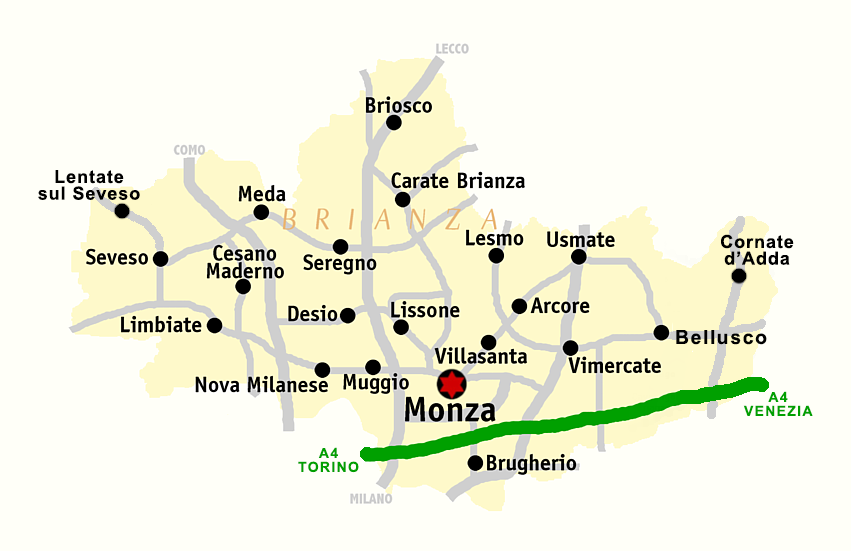
モンツァ・エ・ブリアンツァ県概略図

気候分類では、zona E, 2492 GGに分類される。
また、イタリアの地震リスク階級 (it) では、zona 3 (sismicità bassa) に分類される。

## 行政

### 分離集落
カラーテ・ブリアンツァには、以下の分離集落（フラツィオーネ）がある。
- Agliate, Costa Lambro, Realdino